# Diego Topa
Diego César Topa (11 de octubre de 1977, Caseros, Tres de Febrero), más conocido como Topa, es un actor, presentador infantil y cantante argentino.

## Biografía

### Inicios
Nació el 11 de octubre de 1975 en Caseros, partido de Tres de Febrero. Se desempeñó en series de horario central como las reconocidas comedias: Topa y Muni, y participación en programas de ficción como Casados con hijos, Los Roldán, Sangre fría, Montaña rusa, La Niñera, Los simuladores, entre otros.
En el año 2000, Disney Channel le abre sus puertas con Zapping Zone.

### Reconocimiento Internacional
Entonces comienza su trayectoria dentro del canal Disney Junior.Entre 2008 y el 2011, condujo La casa de Playhouse Disney, primero junto a Eugenia Molinariy luego junto a Romina Yan,y más tarde con Sofia Reca.Más tarde continuó con La casa de Disney Junior, otro éxito junto a Muni Seligmann,que más tarde, llegó al teatro con reconocimiento indiscutible con los shows: La casa de Disney Junior con Topa y Muni, en dos temporadas consecutivas, con gira que abarcó gran parte del país y regiones de Latinoamérica como Chile, Venezuela y Perú.
En la pantalla grande, fue la voz en doblajes de películas como: Chicken Little, Cars y El Arca, como también en las reconocidas series de Disney: Manny a la obra, Johnny y las hadas y Los héroes de la ciudad.
En teatro dirigió obras infantiles como: Pulgarcito, Desarmables y El pájaro azul, hasta producir su propio espectáculo: ¡El show de Topa! (2007), con el que recorrió hasta 2010 todo el territorio nacional.
En junio de 2013, volvió una vez más a la Avenida Corrientes, de la mano de Disney Junior con su nuevo programa de televisión y espectáculo teatral Topa en Junior Express, un viaje musical, que fue número uno infantil en la temporada, y recorrió las ciudades más importantes de Argentina y Latinoamérica. De su mano se catapultaron directamente a la fama Joel y Brian Cazeneuve y Hugo Rodríguez al ser convocados para interpretar a "Los Rulos" los músicos de la serie y de las giras por Latinoamérica. A principios del año 2014, pone en marcha la segunda entrega de Topa en Junior Express, por Disney Junior, presentando el show en vivo que tuvo entregas desde ese año hasta 2018.
En el 2019, Topa lanza un disco solista; produce y protagoniza un nuevo espectáculo infantil llamado 'Topa el viajero'. Los videoclips que se desprenden del álbum son: El viajero, Latinoamérica, Sé como tú quieras, y Magia, en el mismo año el con su show "El Viajero" visitando Latinoamérica. En 2020, a través de medios digitales, presentó su espectáculo con tema navideño "Topa, una Navidad Especial" dirigido al público infantil latinoamericano. En 2021 protagonizó la serie infantil El Ristorantino de Arnoldo, la cual inicialmente fue anunciada por Disney Junior, sin embargo, tiempo después se emitió el spin off en Disney+.En junio de 2023 anunció una posible colaboración con Nicki Nicole. En 2025 fue reconocido con el Premio Konex - Diploma al Mérito por su trayectoria en la última década.

### Vida personal
En el año 2013 conoció a su pareja Hugo Rodríguez y ambos son padres de una niña, nacida por subrogación de vientre en el año 2020, a la que llamaron Mitai Topa Rodriguez

## Televisión
| Año       | Título                               | Personaje/ Rol               | Canal                             |
| --------- | ------------------------------------ | ---------------------------- | --------------------------------- |
| 1996      | Montaña rusa otra vuelta             | Leandro                      | Canal 13                          |
| 2001-2002 | Zapping Zone                         | Conductor / Él mismo         | Disney Channel                    |
| 2001      | Disney Planet                        | Conductor                    | Disney Channel                    |
| 2001      | Poné a Francella                     | Distintos personajes         | Telefe                            |
| 2002      | Los simuladores                      | Exequiel                     | Telefe                            |
| 2003      | Zona Virtual                         | Conductor                    | Magic Kids                        |
| 2004      | Sangre fría                          | Franco Rossi                 | Telefe                            |
| 2004      | La niñera                            | Renato                       | Telefe                            |
| 2004-2010 | La Casa de Playhouse Disney          | Animador                     | Disney Channel y Playhouse Disney |
| 2005      | Casados con hijos                    | Benito                       | Telefe                            |
| 2005      | Amor mío                             | Doctor Villablanca.          | Telefe                            |
| 2011-2012 | La casa de Disney Junior             | Animador / Topa              | Disney Junior                     |
| 2013-2020 | Junior Express                       | Capitán Topa / Arnoldo       | Disney Junior                     |
| 2014      | Gracias por venir, gracias por estar | Él mismo (homenajeado)       | Telefe                            |
| 2018      | Si solo si                           | Topa                         | TV Pública                        |
| 2021      | El Ristorantino de Arnoldo           | Arnoldo                      | Disney+                           |
| 2022      | Canta Conmigo Ahora                  | Jurado invitado              | eltrece                           |
| 2023      | Pasaplatos Edición Famosos           | Participante - 1.º eliminado | eltrece                           |

## Cine
| Año  | Película                     | Personaje         | Dirección            |
| ---- | ---------------------------- | ----------------- | -------------------- |
| 1996 | El dedo en la llaga          | Pablo             | Alberto Lecchi       |
| 1997 | Bajo bandera                 | Anselmi           | Juan José Jussid     |
| 1998 | Fuga de cerebros             | Oveja             | Fernando Musa        |
| 2000 | Rockabilly                   | César             | Sebastian De Caro    |
| 2001 | No muertos                   | Médico Forense    | Alexis Puig          |
| 2001 | Causa efecto                 | Mariano           | Hernán Findling      |
| 2002 | Kiebre                       | Tucho             | Juan José Guerreño   |
| 2003 | El fondo del mar             | Botones           | Damián Szifron       |
| 2004 | Erreway: 4 caminos           | Presentador de TV | Cris Morena          |
| 2004 | Roma                         | Bautista          | Rodolfo Aristarain   |
| 2005 | El arca                      | Palomo Pepe (voz) | Juan Pablo Buscarini |
| 2011 | Hermanitos del fin del mundo | Pato              | Julio Midú           |

## Teatro
| Año       | Obra                                   | Personaje                   | Teatro                               |
| --------- | -------------------------------------- | --------------------------- | ------------------------------------ |
| 1992-1993 | El tesoro del Pirata Pucho             | Pirata Pucho                | Teatro Colonial                      |
| 1994      | Cosa de chicos                         | Bauti                       | Audit San Isidro, y giras            |
| 1995      | Un ángel llamado Estrella              | Ángel                       | Taetron                              |
| 1997      | Papá querido                           | Luciano                     | (giras nacionales)                   |
| 2003      | Desarmables                            | César                       | Biblioteca San Isidro, y giras       |
| 2004      | Pulgarcito                             | Dady                        |                                      |
| 2005      | El pájaro azul                         | Giovanni                    | Teatro Metropolitan                  |
| 2006-2010 | El show de Topa                        | El mismo, animador infantil | Teatro Ópera                         |
| 2011-2012 | La casa de Disney Junior               | El mismo, animador infantil | Teatro Ópera, y gira latinoamericana |
| 2013      | Junior Express                         | Capitán Topa y Arnoldo      | Teatro Ópera, y gira latinoamericana |
| 2014      | Junior Express, ¿a que estación vamos? | Capitán Topa y Arnoldo      | Teatro Ópera y gira nacional.        |
| 2015      | Junior Express, TODOS A BORDO          | Capitán Topa y Arnoldo      | Teatro Ópera y gira latinoamericana  |
| 2015      | Junior Express, en CONCIERTO           | Capitán Topa y Arnoldo      | Teatro Ópera                         |
| 2016      | Junior Express, en VIVO                | Capitán Topa y Arnoldo      | Teatro Ópera                         |
| 2017      | Junior Express, EL GRAN CONCIERTO      | Capitán Topa y Arnoldo      | Teatro Ópera                         |
| 2018      | ViveRo                                 | Artista invitado            | Teatro Gran Rex                      |
| 2019-2020 | El Viajero                             | El mismo, animador infantil | Gira Latinoamericana                 |
| 2022      | Topa, tu primer concierto              | El mismo, animador infantil | Gira latinoamericana                 |
| 2023      | Topa, es tiempo de jugar               | El mismo, animador infantil | Teatro Nacional                      |

## Discografía
| Año  | Título                                               | Productor       |
| ---- | ---------------------------------------------------- | --------------- |
| 2005 | Topate con Topa                                      | RGS music       |
| 2007 | El show de Topa                                      | RGS music       |
| 2010 | Lo mejor de playhouse Disney                         | Disney récords  |
| 2010 | La casa de playhause Disney cantando con Topa y Muni | Disney récords  |
| 2011 | Hermanitos del fin del mundo                         | Buena vista     |
| 2013 | Me muevo por aquí                                    | T Realizaciones |
| 2014 | Junior Express                                       | T Realizaciones |
| 2015 | Junior Express, un nuevo viaje                       | T Realizaciones |
| 2016 | Junior Express, lo que llevas en tu corazón          | T Realizaciones |
| 2020 | El Viajero                                           | T Realizaciones |
| 2024 | Vamos a Jugar                                        | T Realizaciones |
| 2024 | Un Mundo de Colores                                  | T Realizaciones |